# Zaboli
Zābolī (farsi زابلی) è il capoluogo dello shahrestān di Zaboli, circoscrizione Centrale, nella provincia del Sistan e Baluchistan in Iran. Aveva, nel 2006, una popolazione di 7.672  abitanti. Si trovava in precedenza nello shahrestān di Saravan. 